# Helictotrichon cycladum
Helictotrichon cycladum là một loài thực vật có hoa trong họ Hòa thảo. Loài này được (Rech.f. & Scheff.) Rech.f. mô tả khoa học đầu tiên năm 1943.